# غريغ كيارني
غريغ كيارني (بالإنجليزية: Greg Kearney)‏ (4 مارس 1973، كينورا في كندا)؛ روائي كندي. درس في جامعة يورك.